# Олег Юнаков
Оле́г Юнако́в (нар. 15 червня 1980, Київ) — американський та канадський архітектор інформаційних технологій, видавець, енциклопедист, дослідник історії Києва. Автор книги «Архітектор Йосип Каракіс». Лауреат Міжнародних літературних премій ім. М. Гоголя «Тріумф» (2018) та ім. Г. Сковороди «Сад божественних пісень» (2019). Як експерт з питань функціонування «Вікіпедії» неодноразово консультував різні світові видання[⇨].

## Біографія

### Народження та навчання
Олег Юнаков народився 15 червня 1980 року в Києві, в родині корінних киян у четвертому поколінні. Він є прямим нащадком рабина Рафаеля з Бершаді. До Жовтневої революції у предків були заводи та фабрики. У Києві Олег навчався у школі № 24 (нині ім. О. Білаша). Здобув дві вищі освіти. Закінчив Національний аграрний університет та КПІ ім. Ігоря Сікорського. Навчався в Ізраїлі, де закінчив Школу молодших інженерів в Техніоні. Потім жив у США. У 2001 році вступив до Університету Пейс. Влітку 2002 року О. Юнаков, як кращий учень, виграв загальнонаціональний конкурс на повністю оплачуване літнє стажування в Аргонській національній лабораторії Міністерства енергетики США в Чикаго, де працював над архітектурою комп'ютерної симуляції землетрусів. Результати дослідження О. Юнакова були опубліковані в співавторстві з др. Грегором вон Ласзевським в статті «Поширення інформації». Наступного 2003 року його знову запросили в лабораторію Міністерства енергетики, де він уже був керівником групи. Там О. Юнаков займався багатопотоковою архітектурою сервера датчиків для моніторингу приладів. Для цього він побудував мережу моделювання структурних реакцій від землетрусів і застосував її на спеціальному столі струшування з низкою датчиків для вимірювання реакції. Крім цього він розробив тривимірну візуалізацію прототипу програмного забезпечення в Java 3D для імітації землетрусу в віртуальному світі. Брав участь у створенні Java CoG Kit. У 2003 році також працював над тривимірною візуалізацією структур молекул. Брав участь в наукових конференціях. У 2004 році став науковим асистентом декана Комп'ютерної школи свого університету.
Під час навчання працював як науковий співробітник в університеті, був президентом Університетського комп'ютерного товариства, президентом Golden Key International Honour Society і співпрезидентом клубу Гілель. В університеті розробив ряд проєктів, серед яких відеоконференція через Інтернет із використанням протоколу Open H.323; спілкувався з «батьком Інтернету» Вінтоном Серфом. Створив ряд інтернет-сайтів (наприклад, для World Trade Center Memorial Foundation, Міжнародної конференції з електронного банкінгу й глобального ринку та інші). 
25 травня 2004 року Олег Юнаков з відзнакою закінчив університет, отримавши нагороду Scholastic Achievement Award, яка вручається випускнику з найвищим середнім балом).

### Робота у сфері комп'ютерних технологій
У 2005 році створив Персональний віртуальний помічник з модулем ідентифікації людини по обличчю, розроблений ним роком раніше. Над винаходом працював з 2003 року, коли за тезами запропонованого винаходу отримав Президентський грант. На цю його роботу інші дослідники продовжують посилатися навіть через 6 років.
Згодом О. Юнаков працював розробником програмного забезпечення в Barnes & Noble. В якості хобі він активно займається своїми проєктами по підключенню віддалених комп'ютерів, IP-відеоконференцій. З квітня 2011 року кілька років працював у Канаді, а потім працював у Бразилії та Мексиці.
Працював у більш ніж 50 різних компаніях. У США працював у NASA, LPL Financial, Citibank, Nielsen, Cable Vision, Lazard, M&T Bank, TNS, KPMG, HSBC, Del Monte Foods, Claire's, PepsiCo, Merck, Sanofi Aventis, General Electric Asset Management, C&S Groceries, Bed Bath & Beyond і таке інше. У Канаді працював у Bank of Montreal, TD Bank, OPG; у Мексиці — на Axtel, Gruppo Elektra; у Бразилії — у HSBC Brazil, Banco de Brazil, Vale.
Створені ним системи використовують у різних компаніях, таких як Citibank, Bank of Montreal, GE Asset Management, Claire's, Kantar TNS та інших. У 2023 році був партнером Persistent Systems.

### Літературна діяльність
У 2016 році видав книгу «Архітектор Йосип Каракіс». 13 листопада 2016 року в клубі «Кияни» пройшло перша презентація книги, 15 листопада презентація відбулася в Державній архітектурній бібліотеці, 17 листопада в Музеї Шолом-Алейхема та 19 листопада у Національній бібліотеці України. Після цього 6 червня 2017 року презентація відбулася і в Київському національному університеті будівництва та архітектури, а потім 14 липня 2018 року в Бібліотеці Кінгс-Бей. Видання книги стало знаковою подією як в Україні, так і за її межами. Академік Євген Рейцен написав акровірш, присвячений О. Юнакову, а київський бард Борис Кесельман написав про нього пісню. Автора запрошували в різні телевізійні передачі, він неодноразово виступав на радіо, давав інтерв'ю в пресі. У світі вийшли десятки рецензій архітектурних і літературних фахівців у провідних наукових журналах. Книга потрапила в шорт лист Всеукраїнського рейтинґу «Книжка року 2017», а у 2018 році за цю книгу Юнаков отримав Міжнародну літературну премію ім. М. Гоголя «Тріумф».
23 листопада 2016 року Олег Юнаков виступив гостем на київському Old Fashioned Radio в передачі «Авторський нагляд». 18 лютого 2017 року розповідь Олега Юнакова про його книгу була показана о 20:00 в передачі «Кієвотека. Київські портрети» в ефірі українського «Центрального каналу» (повтор 19 лютого 2017 року о 04:30 ранку і о 12:00 дня). 2 квітня 2017 року його розповідь була показана в 18:20 на каналі «Культура» (а потім повтор 3 квітня о 8:05 ранку). На «Центральному каналі» Олег Юнаков так само виступав у передачі «Останній з Київських грандів. Йосип Каракіс» 17 березня о 14:20 та повтор 18 березня о 3 годині ранку (потім повтор 9 квітня о 23:20, і в інші дати).
Писав некрологи знайомим українцям: історику Юрію Лущаю, поетові Валерію Вінарському, києвознавцю Олександру Немцю, архітектору Ігорю Безчастнову та іншим.
У 2019 О. Юнаков «за значну творчу діяльність» отримав Міжнародну літературну премію ім. Г. Сковороди «Сад божественних пісень».

### Енциклопедична діяльність
Олег Юнаков створював статті для Енциклопедії сучасної України, Енциклопедії історії України та інших. 
У «Вікіпедії» Олег Юнаков створив тисячі статей, включаючи найвідвідуванішу статтю за весь час російськомовного розділу «Вторгнення Росії в Україну», за яку погрожували заблокувати «Вікіпедію» в Росії, статтю про заколот Пригожина, і є співавтором більш ніж 38 000 статей. Енциклопедичний внесок О. Юнакова не раз відзначався в різних публікаціях, а як експерт з питань функціонування «Вікіпедії» він неодноразово консультував такі видання як Радіо Свобода, Forbes, «Новая газета», Детектор медіа, «FREEДОМ», «Голос Америки», «Україна-Центр», «Громадське радіо», телеканал RTN, «Деталі» та інші. Матеріал із Юнаковим, надрукований у MediaSapiens в 4-му кварталі 2022 року потрапив за відвідуваністю до найпопулярніших статей видання за весь 2022 рік. З першого дня повномасштабного вторгнення Росії в Україну показав тверду антивоєнну проукраїнську позицію.

### Хобі (збереження архітектурної спадщини, фотографування)
Наприкінці жовтня 2019 року Олег Юнаков звертався у відкритому листі до В’ячеслава Володіна з проханням не зносити побудований за проектом українського архітектора Йосипа Каракіса гарнізонний Будинок офіцерів у місті Енгельсі, а в січні 2021 року будівлю визнали пам'ятником архітентури та заборонили її знесення.
О. Юнаков захоплюється фотографією, його роботи багаторазово друкувалися в книгах, підручниках та наукових журналах, присутні на програмах Державного театру Дармштадт в Німеччині, є на сторінках «пол. Ciekawostki Historyczne» («Історичні
цікавості»), на Вільному університеті Берліна, Карлтонському університеті, на порталі муніципалітету Мехіко, публікувалися в ЗМІ. Олег Юнаков входить в число дарувальників Національної бібліотеки Чеської Республіки, Київського музею К. Г. Паустовського та інших. Живе в США та Канаді.

## Публикации
- Архитектор Иосиф Каракис / О. Юнаков. — Нью-Йорк: Алмаз, 2016. — 544 с., ил. — ISBN 978-1-68082-000-3. (рос.)
- Статті в ряді енциклопедій (Енциклопедії сучасної України, Енциклопедії історії України та інших)[65].
- Статті в періодичних виданнях (наприклад, публікації в газеті КНУБА «А+Б»[90], а привітання О. Юнакова з 55-річним ювілеєм газети було надруковано на першій шпальті[121]).
- Був учасником проєкту «Київський календар»[122], міжнародного інтернет-проєкту «Сайт пам'яті Віктора Некрасова»[123], Енциклопедії архітектури України[124].
- Крім цього брав участь у виході різних книг, серед яких, зокрема, були:

- Г. Бар-Цви (Вортман). Наше местечко Терновка. — Иерусалим: Публикация Терновского Землячества, 2016. — наукове редагування;
- Ляшенко В. А., Рейцен Е. А. От Евбаза до Шулявки. Оккупация и послевоенные годы / В. А. Ляшенко. — К. : ПАО «Випол», 2017. — 400 с.;
- Пучков Андрій. Мистецтвознавець Григорій Павлуцький, перший український. — Нью-Йорк: Алмаз, 2018. — 144 с.: іл., портр. — ISBN 978-1-68082-011-9. — наукове консультування;
- Рудзицкий Артур. Художественные журналы Василия Кульженко. 1909—1915: Указатель содержания / Науч. ред. О. Юнаков; Предисл. А. Пучкова. — Изд. 2-е, исправ. и доп. — Нью-Йорк: Алмаз, 2018. — 72 с.: ил. — ISBN 978-1-68082-012-6. — як науковий редактор;
- Бернадцкий А. Наследственность: биографические эссе. — Киев, 2018. — 80 с.;
- Машкевич Стефан. Киев 1917—1920. Том 1. Прощание с империей. — Харьков: Фолио, 2019. — 462 с. — зауваження щодо поліпшення текст;
- Kulakovius: Киевский профессор римской словесности в стружках времени. — Нью-Йорк: Алмаз, 2019. — 1136 с.: 480 ил. — ISBN 1-68082-014-1. — вичитування;
- Алавердова Л. Бабушкины воспоминания в интерьере семейной хроники. — Нью-Йорк: Lulu, 2020. — 184 с. — ISBN 9781794828155;
- Berkovich Gary. Reclaiming a History. Jewish Architects in Imperial Russia and the USSR. Volume 1. Late Imperial Russia: 1891—1917. — Grünberg Verlag, 2021. — 218 p. — ISBN 978-3-933713-61-2 — ідея зі створення книги та допомога з фактичною складовою;
- Berkovich Gary. Reclaiming a History. Jewish Architects in Imperial Russia and the USSR. Volume 2. Avant-Garde: 1917—1933. — Grünberg Verlag, 2021. — 218 p. — ISBN 978-3-933713-63-6.

Публікації Олега Юнакова отримали десятки рецензій та відгуків.

### Видавництво «Алмаз»
Олег Юнаков керує створеним ним видавництвом «Алмаз», книги якого неодноразово потрапляли в шорт-лист українського рейтингу «Книжка року» і отримували міжнародні премії. Деякі з книг, що вийшли у видавництві:
- Архитектор Иосиф Каракис / О. Юнаков. — Нью-Йорк: Алмаз, 2016. — 544 с., ил. — ISBN 978-1-68082-000-3.
- Пучков Андрій. Мистецтвознавець Григорій Павлуцький, перший український. — Нью-Йорк: Алмаз, 2018. — 144 с.: іл., портр. — ISBN 978-1-68082-011-9.[138]
- Рудзицкий Артур. Художественные журналы Василия Кульженко. 1909—1915: Указатель содержания / Науч. ред. О. Юнаков; Предисл. А. Пучкова. — Изд. 2-е, исправ. и доп. — Нью-Йорк: Алмаз, 2018. — 72 с.: ил. — ISBN 978-1-68082-012-6.[11]
- Широчин Семен. Архитектура межвоенного Киева. Школы. Ясли. Детсады. — Нью-Йорк: Алмаз, 2019. — 432 с. — ISBN 978-1-68082-041-6. (рос.)
- Пучков Андрей. Kulakovius: Киевский профессор римской словесности в стружках времени (Эпопея) / Андрей Пучков. — Нью-Йорк: Алмаз, 2019. — 1136 с. : 480 ил. — ISBN 978-1-68082-014-0. (рос.)
- Slapchuk Vasyl. Last touch of nettle / V. Slapchuk. — New York: Almaz, 2019. — 58 p. — ISBN 978-1-68082-031-7.[139]
- Белюга Тетяна. Вітаємо в Україні: Українська мова як іноземна / Київ. нац. ун-т ім. Т. Шевченка. — Нью-Йорк: Алмаз, 2019. — 92 с.: іл. — ISBN 978-1-68082-015-7.
- Роман Петрук. Полотно душі: Альбом-монографія / Упоряд. Р. Петрук. — Нью-Йорк: Алмаз, 2020. — 624 с.: іл. — ISBN 978-1-68082-016-4[12]
- Широчин Семен. Архитектура межвоенного Киева. Правительственный центр и реконструкция столицы. — Нью-Йорк: Алмаз, 2020. — 304 с., ил. — ISBN 978-1-68082-042-3. — (серия «Архитектура межвоенного Киева»)
- Berkovich Gary, Berkovich Jaime. Stan Berkovich. — New York: Almaz, 2021. — 462 p. — ISBN 978-1-68082-051-5.
- Короткий Віктор. «Исторические песни малорусского народа» за редакцією В. Б. Антоновича та М. П. Драгоманова — перша колективна загальноукраїнська праця з політичним підтекстом / Віктор Короткий. — Нью-Йорк: Алмаз, 2021. — 176 с. — ISBN 978-1-68082-019-5.
- Селивачёв А. Ф. «Психология юдофильства» и другие сочинения / Под науч. ред. А. А. Пучкова; Редкол.: К. Г. Максимович, А. А. Пучков, М. Р. Селивачёв и др. — Нью-Йорк: Алмаз, 2021. — 536 с.: ил. — ISBN 978-1-68082-017-1.
- Габричевский и вокруг: Теория архитектурного организма 1920–1930-х. — Нью-Йорк: Алмаз, 2022. — 280 с.: ил. — ISBN 978-68082-018-8.

## Критика
Літературний критик Сергій Каратов підкреслює неупередженість О. Юнакова: 
Олег Юнаков, вивчивши подані в книзі матеріали, залишається неупередженим істориком, посилаючись лише на думки колег архітектора, на спогади учнів про свого вчителя, на документи, які автор розшукав в державних і особистих архівах Йосипа Каракіса, на понад півтисячі публікацій, а іноді — на спогади дочки зодчого — Ірми Йосипівни, відомого в країні архітектора, гідного продовжувача і популяризатора батьківського творчості. Автор підкуповує читача об'єктивністю і неупередженістю суджень

Архітектурознавець Марк Меерович зазначає обережний підхід Олега Юнакова при написанні книги: 
… опис змушує дослідника перенастроювати «оптику» історичного пізнання з шаблонних парадно-звітних реляцій на професійну драму того чи іншого майстра радянської архітектури, вимушеного за одну ніч змінювати свої переконання. Олегу Юнакову це вдалося. Свій опис непростого життєвого і творчого шляху Йосипа Каракіса він веде дуже обережно по відношенню до історичної правди, вдумливо щодо фактів біографії, їх інтерпретації та висновків. На цьому тлі вельми програють деякі статті інших дослідників творчості Каракіса, якими Юнаков упереджує свою працю

Літературний критик Олександр Кузьменков відзначив документалістику в творчості О. Юнакова: 
Дебютна книга Олега Юнакова теж зроблена добротно: це детальна і скрупульозна документалістика. Євген Асс, ректор архітектурної школи МАРШ, професор
МАРХІ, тієї ж думки